# Arrondissement Étampes
Étampes is een arrondissement van het Franse departement Essonne in de regio Île-de-France. De onderprefectuur is Étampes.

## Kantons
Het arrondissement was tot 2014 samengesteld uit de volgende kantons:
- Kanton Dourdan
- Kanton Étampes
- Kanton Étréchy
- Kanton La Ferté-Alais
- Kanton Méréville
- Kanton Saint-Chéron